# Hiperreflexia autónoma
Se llama hiperreflexia autónoma a una complicación que aparece en los pacientes con lesión de la médula espinal en la fase crónica de la enfermedad. Tiene lugar en el 85% de los pacientes que presentan lesión severa de la médula espinal por encima de la séptima vértebra torácica (T7), generalmente a partir de 2 o 3 semanas después del traumatismo. Se manifiesta por una intensa respuesta del sistema nervioso simpático desencadenada por pequeños estímulos corporales en áreas situadas por debajo de la lesión, por ejemplo calzado o vendajes ajustados, distensión de la vejiga urinaria o el recto. Los síntomas más característicos consisten en la aparición brusca de hipertensión arterial y taquicardia o bradicardia refleja. En la zona corporal situada debajo de la lesión medular se produce palidez de la piel y contracciones musculares involuntarias, por el contrario en las regiones corporales situadas por encima de la lesión medular se observa enrojecimiento, sudoración importante y dilatación de la pupila (midriasis). El enfermo suele manifestar la aparición de dolor de cabeza, sensación de falta de aire, visión borrosa, ansiedad y dolor torácico. Pueden aparecer complicaciones graves como perdida de conciencia, convulsiones y hemorragia cerebral por lo que el trastorno se considera una urgencia médica.